# Finisterre-fok
A Finisterre-fok (spanyolul: Cabo de Finisterre, galíciai nyelven: Cabo Fisterra) egy hegyfok Spanyolország északnyugati partján. Latin eredetű neve (finis terrae) arra vezethető vissza, hogy a római időkben úgy hitték, ez a terület a „Föld vége”. A hegyfok a déli csücskén van egy kisméretű, gránitból álló félszigetnek, melynek legmagasabb pontja 247 méterrel van a tengerszint felett. Közigazgatásilag a galíciai Fisterra községhez tartozik. Santiago de Compostela városától 60 km-re nyugatra és A Coruña kikötővárosától 87 km-re délnyugatra található. A hegyfokon egy világítótorony segíti a hajóforgalmat. A 18. század közepén és a 19. század elején három tengeri csatát vívtak a közelben.

## A Szent Jakab-út végpontja
A Szent Jakab-út számos zarándokának a Finisterre-fok jelenti a zarándoklat valódi végpontját. A vándorok Santiágóból folytatják ide az útjukat (Camino a Fisterra), avagy a zarándoklat végén autóbuszokkal keresik fel. Az itteni zarándokszállókba azonban csak azok nyernek felvételt, akik gyalog, lovon avagy kerékpárral tették meg ide az utat Santiagóból.

## A „Föld vége”
A Finisterre ill. Fisterra jelentése: „Föld vége“. Azonban a római idők vélekedésével szemben nem ez a hely képezi az európai kontinens nyugati végpontját. Ez valójában a Portugáliában Lisszabontól 40 km-re nyugatra lévő Cabo da Roca. Spanyolország legnyugatibb pontjának sem a Finisterre-fok számít, hanem a tőle 15 km-re északra lévő Touriñán-fok. A Fisterra-félsziget nyugati felén, a hegyfoktól északnyugatra lévő Cabo da Nave is nyugatabbi fekvésű.

## Képek

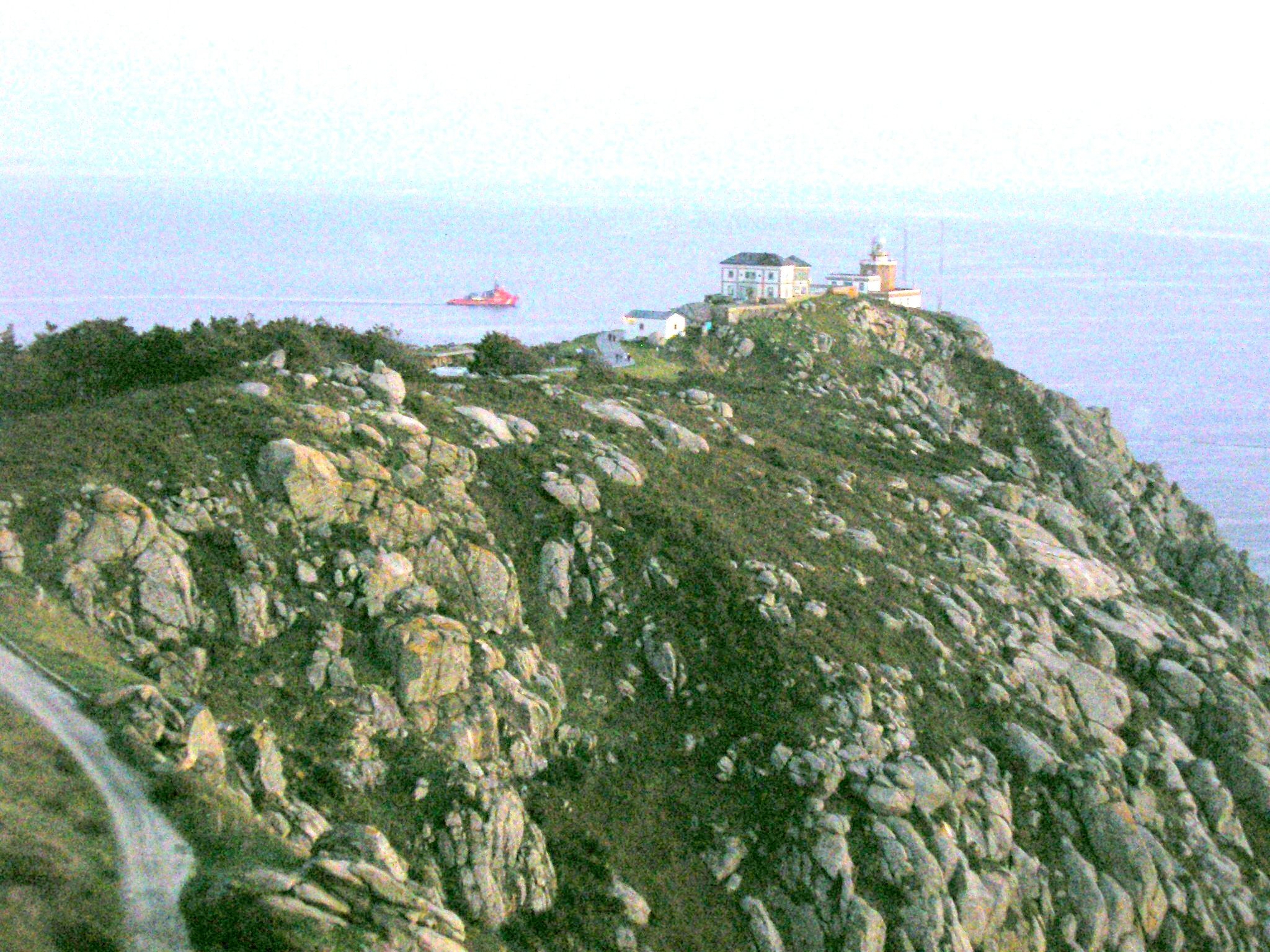
Finisterre-fok
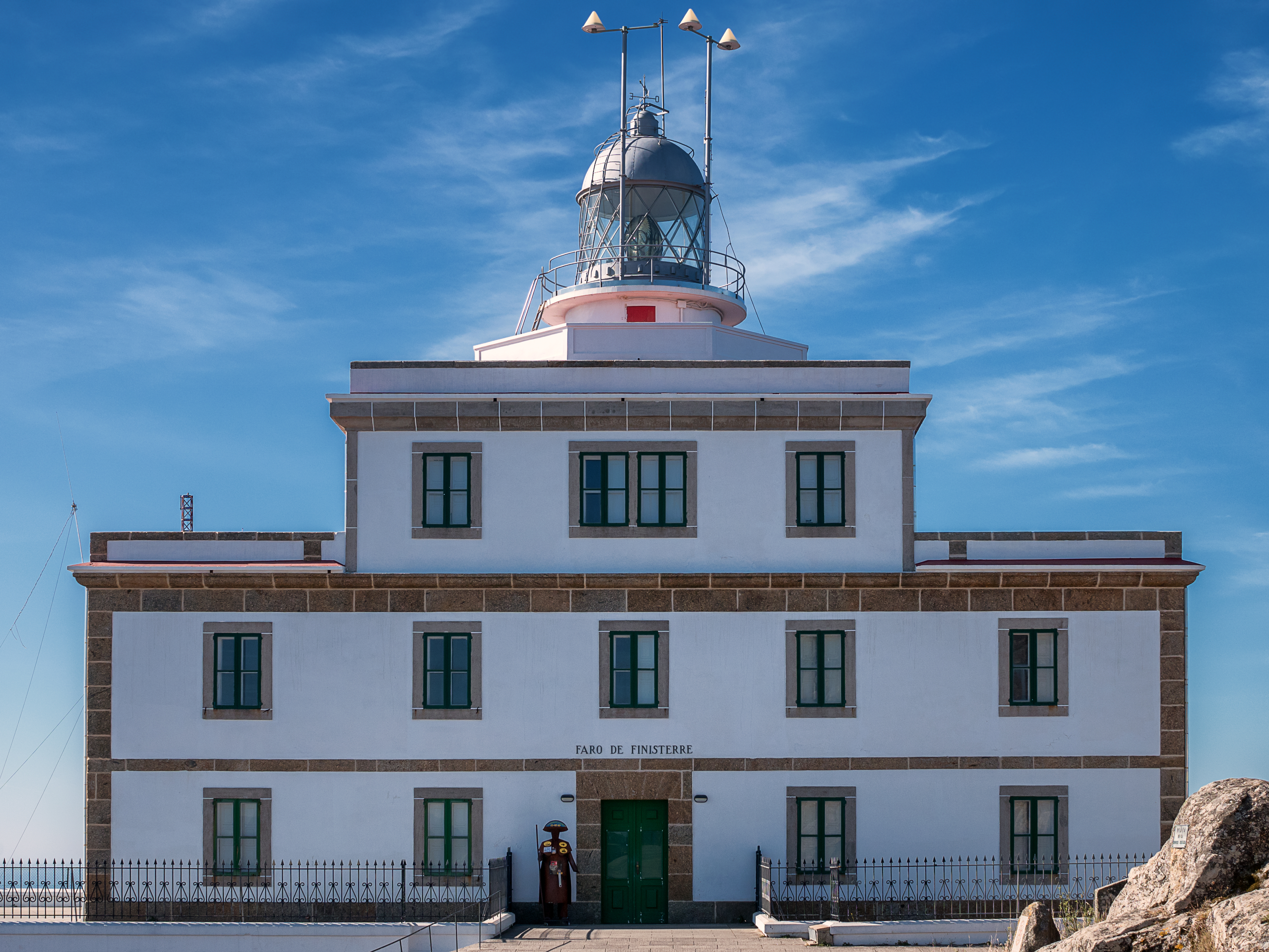
Világítótorony
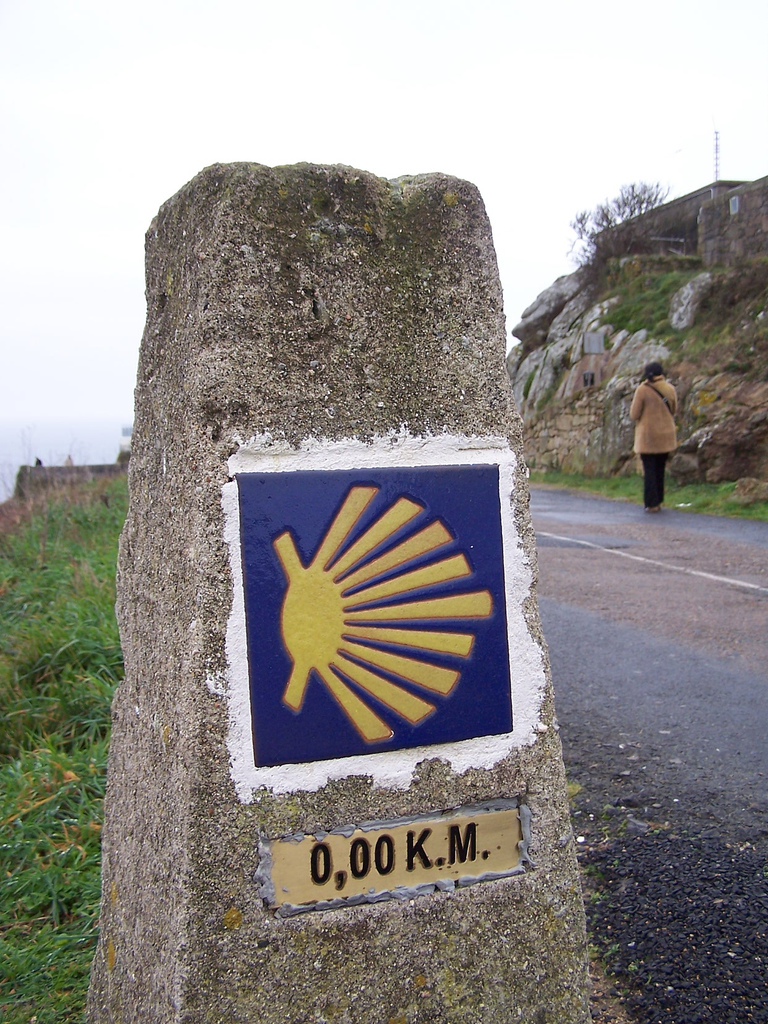
A zarándokút végpontja
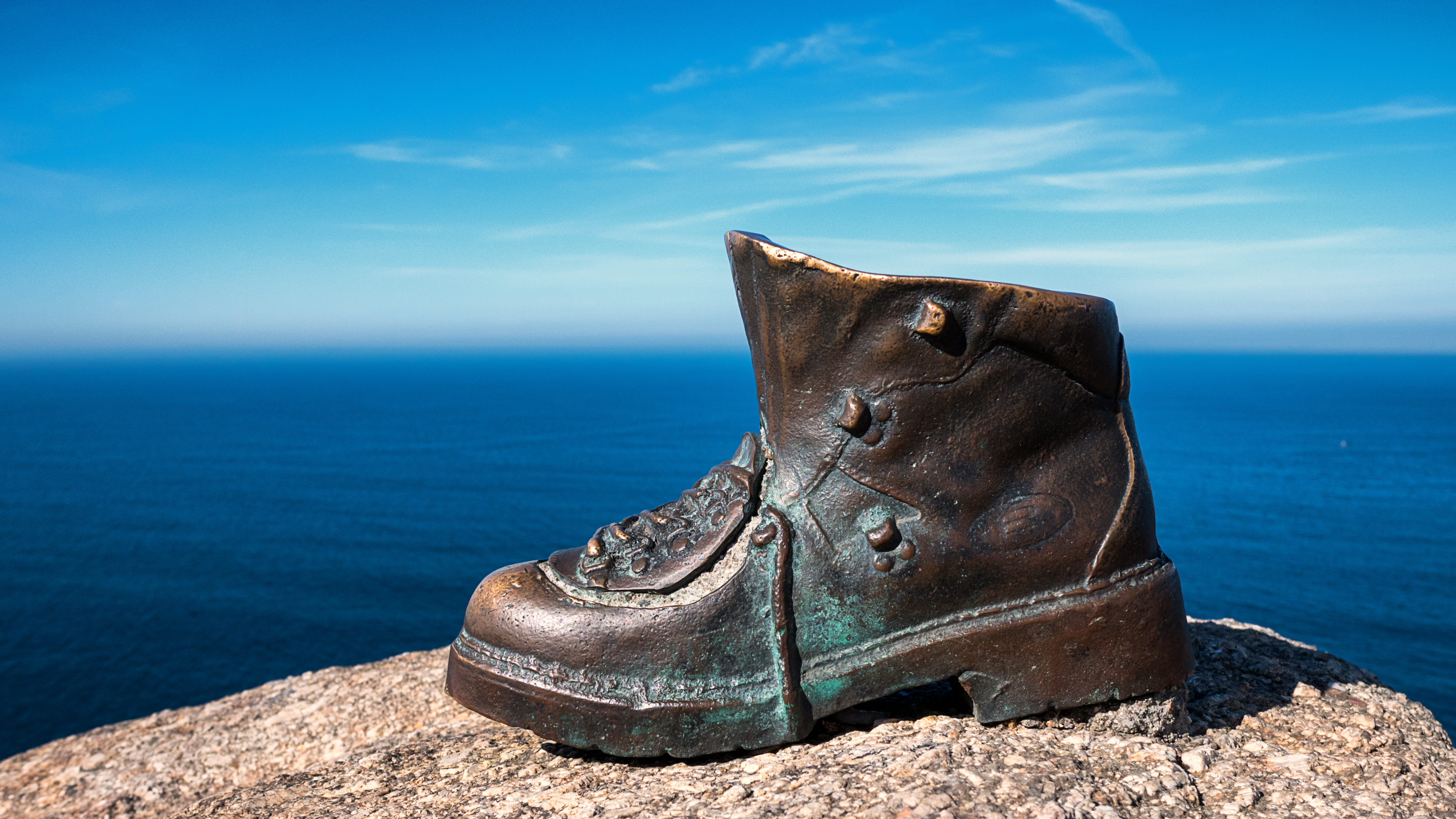
Egy zarándokcipőt ábrázoló alkotás
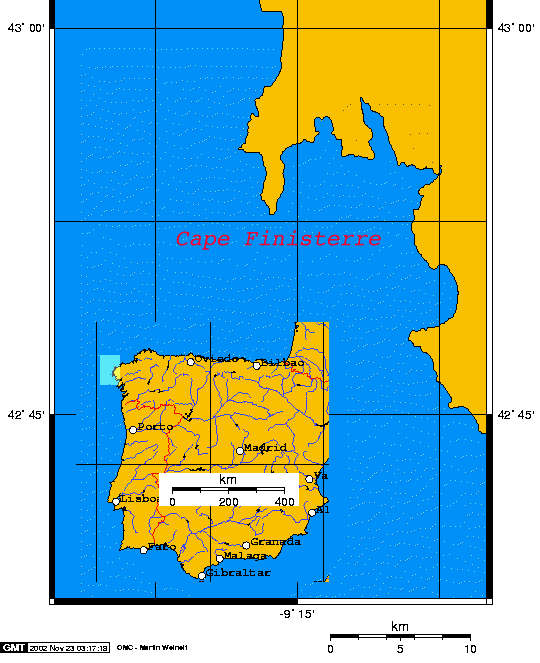
A Finisterre-fok elhelyezkedése
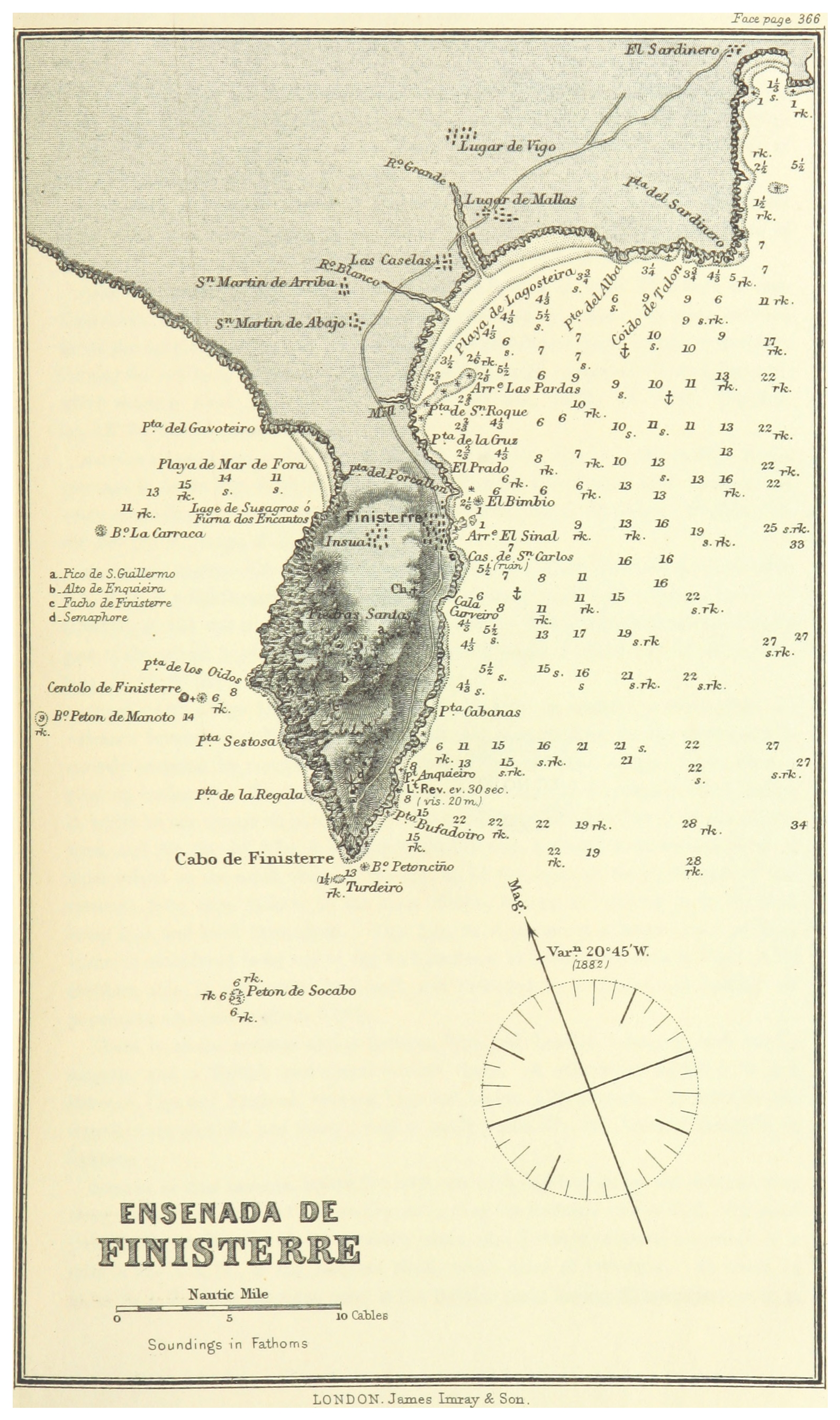
A Finisterre-fok topográfiája egy 1884-es tengerészeti térképen

## Fordítás
- Ez a szócikk részben vagy egészben  a   Kap Finisterre című német Wikipédia-szócikk ezen változatának fordításán alapul.  Az eredeti cikk szerkesztőit annak laptörténete sorolja fel. Ez a jelzés csupán a megfogalmazás eredetét és a szerzői jogokat jelzi, nem szolgál a cikkben szereplő információk forrásmegjelöléseként.